# Мегарская школа
Мега́рская шко́ла (мега́рики) — одна из сократических школ древнегреческой философии, основанная Евклидом из Мегары (не путать с математиком Евклидом). Существовала в IV в. до н. э., сочетала идеи Сократа, элейской школы и софистов.
Основные интересы мегариков были направлены на вопросы логики, искусства, словесного спора, эвристики; сократовскую этику они связывали с элеатским учением о вечном и неизменном Едином.
Представители: Евбулид из Милета, Диодор Крон, к которым восходят многие традиционные софизмы («Лжец», «Куча» и т. п.), Стильпон из Мегары, Клиномах, Евфант Олинфский, Филон Диалектик и другие.